# Звезда Сименса

Звезда Сименса

Звезда Сименса — изображение, применяемое для проверки остроты зрения.

## Описание
Звезда Сименса представляет собой 54 чёрных луча на белом фоне, которые сбегаются от периферии к центру. Диаметр - 10 сантиметров.
Человек с нормальным зрением, рассматривая это изображение с 5 метров, будет наблюдать как лучи начинают сливаться ровно на половине своей длины: когда до центра остается 2,5 см (полная длина луча — 5,0 см). На большом расстоянии от картинки лучи будут сливаться в сплошную серую массу (из-за ограниченной разрешающей способности сетчатки глаза).
Если у человека есть аномалии рефракции, то при просмотре лучи расплываются и начинают перекрываться между собой. На очень коротком участке они могут как бы слиться с фоном. Однако ближе к центру лучи могут снова быть четко видны. При этом изображение визуально становится похожим на свой негатив (на месте чёрного луча оказывается белый фон, а на месте белого фона — чёрный луч). По ходу лучей подобная инверсия может происходить несколько раз.
Люди с хорошим зрением могут наблюдать подобный эффект, если поднесут картинку очень близко к глазам.